# Chrysonotomyia deltaceps
Chrysonotomyia deltaceps är en stekelart som beskrevs av Christer Hansson 2004. Chrysonotomyia deltaceps ingår i släktet Chrysonotomyia och familjen finglanssteklar.
Artens utbredningsområde är Costa Rica. Inga underarter finns listade i Catalogue of Life.